# Gare de Yorii
La gare de Yorii (寄居駅, Yorii-eki) est une gare ferroviaire du bourg de Yorii, dans la préfecture de Saitama au Japon. Elle est exploitée conjointement par les compagnies JR East, Tōbu et Chichibu Railway.

## Situation ferroviaire
La gare de Yorii est située au point kilométrique (PK) 63,9 de la ligne Hachikō et au PK 33,8 de la ligne principale Chichibu. Elle marque la fin de la ligne Tōbu Tōjō.

## Histoire
La gare a été inaugurée le 7 octobre 1901 par l'actuelle Chichibu Railway. La ligne Tōjō y arrive le 10 juillet 1925 et la ligne Hachikō le 6 octobre 1934.

## Services aux voyageurs

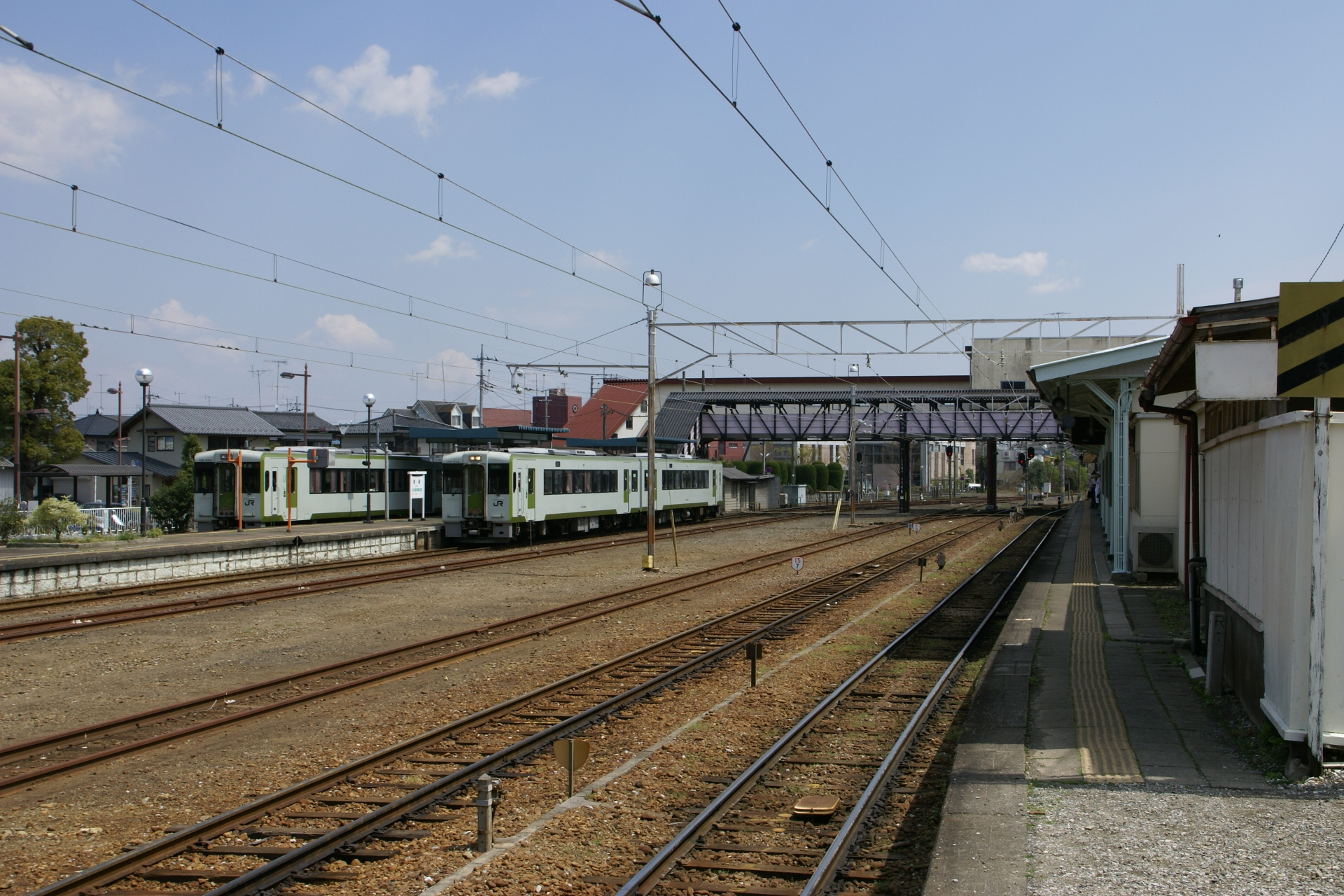
Vue des voies

### Accès et accueil
La gare dispose d'un bâtiment voyageurs, avec guichet, ouvert tous les jours.

### Desserte
- Ligne Tōbu Tōjō :
  - voies 1 et 2 : direction Ogawamachi
- Ligne principale Chichibu :
  - voie 3 : direction Mitsumineguchi
  - voie 4 : direction Hanyū
- Ligne Hachikō :
  - voie 5 : direction Komagawa
  - voie 6 : direction Takasaki